# 仏説父母恩重難報経
仏説父母恩重難報経（ぶっせつ ぶも おんじゅう なんほう きょう　佛說父母恩重難報經、一般に『父母恩重経』または『父母恩重難報経』ともいう）とは、ひたすらに父母の恩に報いるべきという、儒教的な人倫の教えを説く偽経である。

## 流布
この経の初見は、経録の「武周録」（『大周刊定衆経目録』）である。また、智昇は丁蘭や郭巨らの孝子の故事を引用した本があったことを記録している（「開元録」）。一方、円仁の「請来目録」によれば、西明寺の体清という僧に『父母恩重経疏』の著書があったことが知られる。敦煌文献中にも数種のテキストが見られ、講経文や讃文もある。日本には奈良時代請来とされるものが、正倉院の聖語蔵中の経典として収蔵されており、古くから日本にも伝わっていたことが知られる。
『大正新脩大蔵経』には、巻16の「経集部3」に後漢安息国の安世高訳『佛説父母恩難報經』が収録されているが、現在流通している『父母恩重経』と比較すると、それは極めて短いテキストである。この安世高訳の初出は道宣の『大唐内典録』である。また、鳩摩羅什訳『佛説父母恩重難報經』とされるテキストもあり、こちらは、流通しているテキストとほぼ同じであるが、安世高訳本と同様、後世の仮託と考えられる。このように、本経が記録上に現われるのは、全て唐代の事であり、現在のところ、六朝代の記録には見ることが出来ない。
しかし、中国では宋代の大足石刻中に、父母恩重経の変相図を表現した造像が残っている。また、日本でも江戸時代に父母恩重経の内容を分かりやすく解説した対俗教化のための書物が盛んに出版されており、日中にかかわらず広く受容され、仏教の一般への教化啓蒙の一翼を担っていたことが知られる。その後、近代の文献学の発展とともに、その成立史的な面からも儒教色を濃厚に帯びた内容的な面からも、中国撰述の偽経であると認められるようになった。

## 道教の『父母恩重経』
母親による託児出産と乳哺養育の恩を詳述し、孝養の実践を説くことで知られる『父母恩重経』は、仏教と道教それぞれに類似した内容の経典が存在する。『道蔵』には三種類の『父母恩重経』が収められている。
- 『太上老君説報父母恩重経』　最も古く、八世紀初期までに成立していたとみられる
- 『玄天上帝説報父母恩重経』　報恩の思想的意義を説くもの、明代前後に成立
- 『太一真一報父母恩重経』　孝行の方法や設斎(斎戒を修めること)・誦経などを具体的に説く、明代前後に成立

## 概要
親の大恩を次のように十種に分けて具体的に教え、その恩に報いるために仏法の実践を促す。 
1. 懐胎守護の恩
2. 臨生受苦の恩
3. 生子忘憂の恩
4. 乳哺養育の恩
5. 廻乾就湿の恩
6. 洗灌不浄の恩
7. 嚥苦吐甘の恩
8. 為造悪業の恩
9. 遠行憶念の恩
10. 究竟憐愍の恩

本文は一般的な経の形式をとり、仏陀がラージャグリハの近く、“鷲の峰”と呼ばれる山中（霊鷲山）にいたときに多くの出家、在家の仏弟子たちに下記のように語ったとする。
父には慈しみの恩あり､母には悲（あわ）れみの恩がある。人がこの世に生まれるのは、前世の業を原因として、父と母の縁によるのである｡気を父の胤にうけ、肉体を母の胎内にあずけるのである。この因縁をもつゆえに、悲母の子を思う心は世間に比べるものはなく、その恩は未だこの世に生まれぬ先にも及んでいるのである。
わけて説明するなら、以下の十種の恩徳があるのである。
懐胎守護（かいたいしゅご）の恩
始めて子を体内に受けてから十ヶ月の間、苦悩の休む時がないために、他の何もほしがる心も生まれず、ただ一心に安産ができることを思うのみである。
臨生受苦（りんしょうじゅく）の恩
出産時には、陣痛による苦しみは耐え難いものである。父も心配から身や心がおののき恐れ、祖父母や親族の人々も皆心を痛めて母と子の身を案ずるのである。
生子忘憂（しょうしぼうゆう）の恩
出産後は、父母の喜びは限りない。それまでの苦しみを忘れ、母は、子が声をあげて泣き出したときに、自分もはじめて生まれてきたような喜びに染まるのである。
乳哺養育（にゅうほよういく）の恩
花のような顔色だった母親が、子供に乳をやり、育てる中で数年間で憔悴しきってしまう。
廻乾就湿（かいかんじつしつ）の恩
水のような霜の夜も、氷のような雪の暁にも、乾いた所に子を寝かせ、湿った所に自ら寝る。
洗灌不浄（せんかんふじょう）の恩
子がふところや衣服に尿するも、自らの手にて洗いすすぎ、臭穢をいとわない。
嚥苦吐甘（えんくとかん）の恩
親は不味いものを食べ、美味しいものは子に食べさせる。
為造悪業（いぞうあくごう）の恩
子供のためには、止むを得ず、悪業をし、悪しきところに落ちるのも甘んじる。
遠行憶念（おんぎょうおくねん）の恩
子供が遠くへ行ったら、帰ってくるまで四六時中心配する。
究竟憐愍（くつきょうれんみん）の恩
自分が生きている間は、この苦しみを一身に引き受けようとし、死後も、子を護りたいと願う。
これらの父母の恩の重いことは、天に極まりがないようなものである。
ところが、すでに成長して他家の女性と結婚すれば、自分たちの部屋で妻とともに語り楽しみ、次第に父母をうとんじて遠ざかる。
敢えて頼み事をすれば、『老いぼれていつまでも生きているよりは､早く死んだほうがよいだろう』と怒って罵る。
父母はこれを聞いて、怨み、惑い、悲しみのあまり『ああ、お前は誰に養われただろう、私がいなかったら誰に育てられただろう、それなのに今となってはこのような目にあわねばならない。お前を生んだけれど、いっそお前など無かったほうがよかった』と叫ぶのである。
もし子にして父母にこのような言葉を発させたならば、神仏の力にすがることもできず、子はその言葉とともに地獄、餓鬼、畜生の中へ堕ちるのである。
以上の内容を讃（うた）を交えて語らせる。つづけて、アーナンダに求道者の父母への報恩について問わせ、以下のように答えさせる。

### 求道者の報恩
孝養を行うということは､出家、在家を問わない。もし外に出て季節にあった美味な果物などを得たならば､持ち帰って父母に差し上げるのだ。父と母はそれを見て喜び、すぐに食べるのは忍びず、まずこれを三宝にめぐらせて感謝し、あるいは施しをするならば、すなわち無上に正しい道を求めようとする心（菩提心）がおきてくるだろう。
父と母に病があれば、その床の辺りを離れず、親しく自ら看護すべきである。親の病の癒えることを願い、常に恩に報いる心をもって、少しの間も忘れてはならない。
ただしそれだけでは十分ではなく、もし親が頑迷であり､道理にくらく、三宝を奉じようとせず､思いやりの心がなくて人を傷つけ、不義を行って物を盗み、礼儀なくして色欲にすさみ、信用なく人をあざむき、智にくらくして酒にふけっているならば、子はまさに厳しく諌（いさ）めて、そのような行いから覚め悟らせるべきである。もしそれでもなお、改めることが出来なければ、泣いて涙をもって自分の飲食を断て。そうすれば、かたくなな親であっても、子が死ぬことを恐れて恩愛の情にひかされて、強く耐え忍ぶ心を起こして道に向かうだろう。
もし親が気持ちを入れかえれば、一家全員が恵みの恩を受け､十方の神仏善男善女にこの親に対して敬愛の心を持たない人はなく、どんな悪い存在もこの親をどうすることもできないだろう。
ここにおいて父と母は現世においては安らかに穏やかに過ごし、後の世には善きところに生まれ、仏を見、法を聞いて長く苦しみを巡る輪から抜け出ることが出来るだろう。
このようにして初めて父と母の恩に報ゆる者となるのである。
さらに、父母のために贅沢な暮らしを用意すれば良いわけではない。もしまだ仏､法､僧の三つの宝を信じてもらえなかったならば、なおいまだ不幸と言わねばならない。思いやりの心があって施しを行い、礼儀正しく身を保ち、柔和な心で恥を忍び､努めて徳にすすみ、常に心を静かに落ち着け、学問に志を励ますものであっても、仏道を歩まなければ、ともすれば、誘惑に負け、堕落してしまうのである。
よって、出家者は独身で、その志を清潔にして、唯だ仏道に務めよ。よく考慮して、孝養の軽重緩急を知らなければならない。
およそこのようなことが、父母の恩に報ずることである。

### 結び
上記の説法後、アーナンダは、涙ながらに教えの名前を問う。
その問いに答えて釈尊は『父母恩重経』となづけ、一度でも読誦すれば、乳哺の恩に報じたことになると言い、また、もし、一心にこの経を念じつづけ、他の人にもこの経を念じさせれば、まさに、この人はよく父母の恩に報じたことになり、一生の間につくった十悪の罪、五逆の罪、無間地獄に堕ちる重罪も全て消滅して、無上道（最高のさとりの境地）を得ることができると言う。
この時、梵天、帝釈天、諸天、人民、ここに集まった全ての者が、この説法を聞いて、ことごとく菩提心をおこし、五体を地に投じて、涙を雨の如く流して、喜んだ。

## 経題について
大蔵経に収録されている本経の名称は『佛說父母恩重難報經　姚秦三藏法師鳩摩羅什奉詔譯』である。但し、関連書籍に挙げる主な参考文献に含まれる経題を見ても判るように、国内で流布しているのは「父母恩重経」である。

## 注・出典
1. ↑  増尾伸一郎、丸山宏 (2001年5月1日). 道教の経典を読む. 大修館書店

## 関連文献
- CiNii>父母恩重経
- INBUDS>父母恩重経

## 関連書籍
- 永田文昌堂編集部『父母恩重經』（永田文昌堂、1953年、経折本）
- 鎌田禅商著『父母恩重經講話：新しき親子像の発見　放送テキスト』（妙心寺派布教師連盟、1960年）
- 牧田諦亮著『疑経研究』（京都大学人文科学研究所、1976年） 同復刊 『牧田諦亮著作集 第1巻：疑経研究』（臨川書店2014年） ISBN 978-4653042013
- 平井巽著『父母恩重経講話：新時代の親子の道』（高野山出版社、1978年）
- 高田好胤著『母：父母恩重経を語る』（角川書店、1979年） ISBN 978-4198121495
- 由木義文著『父母恩重経の話』（大蔵出版、1986年） ISBN 978-4804330204
- 松原泰道著『父母恩重経を読む』（佼成出版社、2002年） ISBN 978-4333019588